# Georges Dubois (gymnastique)
Pour les articles homonymes, voir Georges Dubois et Dubois.
Georges Dubois est un gymnaste français, spécialisée dans la gymnastique artistique.

## Carrière
Il a participé aux Jeux olympiques d'été de 1900 à Paris, où il est arrivé soixante-dixième.